# Nes (Buskerud)
 For alternative betydninger, se Nes. (Se også artikler, som begynder med Nes)
Nes i Buskerud er en kommune i Buskerud fylke i Norge.
Den grænser i nord til Gol, i øst til Sør-Aurdal, i sydøst til Flå, i sydvest til Nore og Uvdal, og i vest til Ål. Højeste punkt er Hallingnatten der er 1.314 moh.
Den var en del af  Viken fylke som blev etableret 1. januar 2020, men opløst fra 1. januar 2024.

## Areal og befolkning
De fleste af kommunens indbyggere bor i Nesbyen, Espeset, Eiddal, Sjong, Børtnes, Bromma, Svenkerud og på Liahaugen. Kommunecenteret ligger i Nesbyen der ligger ved den nordlige ende af søen Brommafjorden.

## Seværdigheder
- Hallingdal Museum, friluftsmuseum
- Vassfaret, et berømt dalstrøg der er fredet, og med flere mindre naturparker for at give yngleplads for bjørne
- Gardnos krater, stort nedslagskrater for en 250 meter stor meteorit

## Kendte personer fra Nes
- Hans Gude (1825-1903), nationalromantisk maler, der blandt andet har malet Nes stavkirke som blev nedrevet 1864
- Eilif Peterssen (1852-1928), maler
- Fernanda Ytteborg (1869-1954), kunstsamler
- Lars Roar Langslet. forfatter og tidligere kulturminister
- Reidun Brusletten Norges første bistandsminister
- Jørgen Christensen Garnaas (1723-98), træskærer og postkører